# 織田昭
織田 昭（おだ あきら、1927年9月22日 - 2008年1月20日）は日本の牧師、ギリシア語学者。

## 年譜
- 1927年 - 和歌山県和歌山市に生まれる。
- 1939年 - 中国北京市に渡る。北京市東城第一小学校に転入学する。
- 1940年 - 北京日本中学校に入学する。
- 1945年 - 同中学校を5年間で卒業し、瀋陽市満州医科大学予科に入学し、終戦を迎える。
- 1945年 - 書生兼助手として瀋陽市に居住する。
- 1946年 - 中国より引き揚げて、和歌山県橋本市で父と農業に従事する。
- 1947年 - 大阪市立大阪商科大学予科2年に転入学する。
- 1949年 - 同予科を中退し、大阪聖書学院に入学する。
- 1952年 - 大阪聖書学院を卒業。同学院の職員から後に教師となる。
- 1953年 - 左京キリストの教会、都島キリストの教会牧師を勤める。
- 1955年 - 独立して、和歌山県橋本市の自宅で聖書集会を始める。
- 1959年 - 大阪府大東市へ転居して、自宅で聖書集会（後の大東キリストの教会）を始める。
- 1962年 - 1年間ギリシャに留学して、ギリシャ国立アテネ大学に短期留学をする。
- 1964年 - 帰国後に小型の辞書である『新約聖書ギリシャ語小辞典』初版を出版する。
- 1967年 - 再びギリシャに留学する。
- 1968年 - 日本人としては初めてギリシア国立アテネ大学哲学部を卒業して、古典文学士を取得する。
- 1998年 - 46年間勤めた大阪聖書学院を退職。名誉教師に任じられる。
- 2008年1月20日 - 肝硬変・腸癌による衰弱のために死去する。

## 著書
- 「新約聖書ギリシア語小事典」 教文館
- 「新約聖書のギリシア語文法」 教友社
- 新約聖書講解集 「マタイによる福音書」 教友社
- 新約聖書講解集 「ローマ書の福音」 教友社
- 新約聖書講解集 「第一コリント書の福音」 教友社
- 新約聖書講解集 「ガラテヤ書の福音」 教友社
- 新約・旧約単篇講解集 「聖書の福音」 教友社